# ام‌البنین (کارون)
ام‌البنین، روستایی در دهستان کوت عبدالله بخش مرکزی شهرستان کارون در استان خوزستان ایران است.

## جمعیت
بر پایه سرشماری عمومی نفوس و مسکن در سال ۱۳۹۵، جمعیت این روستا ۳۱۵ نفر (۶۷ خانوار) بوده است.